# Johannes Bernardi
Johannes Bernardi, död 1445, var en finländsk präst. 
Han var den första konfessorn för Nådendals kloster, och spelade en stor roll under klostrets grundarhistoria. 